# Therese Braunecker-Schäfer

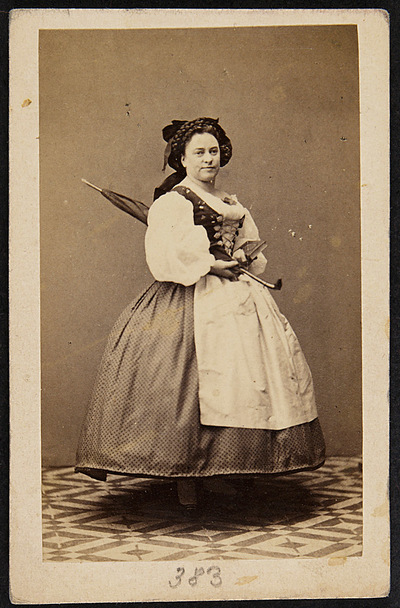
Ludwig Angerer: Therese Braunecker-Schäfer

Freiin Therese von Braunecker-Schäfer (3. April 1825 in Wien, Kaisertum Österreich – 8. März 1888 in Iglau) war eine österreichische Theaterschauspielerin, Sängerin (Sopran) und Tänzerin.

## Leben
Sie zeigte schon frühzeitig Begabung fürs Theater und wurde 1850 ans Deutsche Theater in Pest engagiert.
Dort fiel sie durch ihr munteres Wesen angenehm auf, und schon nach einjähriger Tätigkeit daselbst, wurde sie vom Direktor Johann Hoffmann für das Deutsche Landestheater in Prag gewonnen. Sie trat am 3. Juni im „Versprechen hinter dem Herd“ und in „Familie Fliedermüller“ auf und schlug mit ihrer stark parodistischen Derbheit, ihrem beinahe trivialen, aber frischen und kräftigen Spiele ein. Ihr Engagement galt als das Ereignis des Jahres 1851 auf dem Gebiete der Posse unter Hoffmanns Direktion und als größte Tat während seiner letzten Prager Direktionsjahre, und als Stöger die Leitung übernahm, war er zuvörderst darum zu tun, diese schon damals vorzügliche, österreichische Lokalsängerin für sein Institut zu erhalten. Die Zeit ihres Prager künstlerischen Wirkens (1851 bis 1855) blieb lange unvergessen.
Besonderes Aufsehen erregte sie als „falsche Pepita“, denn sie tanzte die Madrilena mit so vollendeter Grazie, dass sie mit ihren Darbietungen enthusiastischen Jubel erregte.
Mit der Madrilena beschloss sie am 25. März 1855 unter allgemeinem Jubel ihre künstlerische Tätigkeit am Prager Landestheater. Sie kam nach Wien ans Karltheater. Dort wirkte sie als eines der hervorragendsten und beliebtesten Mitglieder neben Wenzel Scholz, Johann Nestroy und Karl Treumann, mit welch letzterem sie auch ans Quaitheater wechselte. Mit Ausnahme des Jahres 1869, in welchem sie am Lemberger Stadttheater tätig war, blieb sie ihrer Vaterstadt auch treu.
Unter Anton Ascher und Franz von Jauner trat sie in das Fach der komischen Alten über. Am 1. Oktober 1880 trat sie in der Operette Das Spitzentuch der Königin zum ersten Mal im Theater an der Wien auf, auf welcher Bühne sie bis zu ihrer Pensionierung verblieb.
Zum letzten Mal war vor ihrer Erkrankung war sie am 18. November 1886 am Wiedner-Theater vor ihren zahlreichen Verehrern erschienen, dann zog sie sich unter wohlverdienten Ehrenbezeugungen aller Art zu ihren Verwandten nach Iglau zurück, wo sie am 8. März 1888, allgemein betrauert, verstarb.